# 万燈 (小惑星)
万燈（まんど、12460 Mando）は小惑星帯に位置する小惑星。入間市のアマチュア天文家、佐藤直人により発見された。
入間市で10月に開かれる入間万燈まつりから命名された。ただし、入間万燈まつりの万燈の読みは「まんど」ではなく「まんどう」である。